# قائمة التشغيل القصوى للضوضاء (فلم 2021)
قائمة التشغيل القصوى للضوضاء (بالإنجليزية: The Ultimate Playlist of Noise) فيلم دراما كوميدية أمريكي للمخرج بينيت لاسيتر، كتبه ميتشل وينكي، والبطولة للنجوم  كيان جونسون، ومادلين بروير، وريا كيلستيدت. يروي الفيلم قصة طالب ثانوي مهووس بالصوت، ويجب أن يخضع لعملية جراحية بالمخ ستجعله أصم، ويقرر السيطرة على مصيره. صدر الفيلم في الولايات المتحدة في 15 يناير 2021.

## طاقم التمثيل
- كيان جونسون: في دور ماركوس

- مادلين بروير: في دور ويندي

- ريا كيلستدت: في دور أليسا

- إيان جوميز: في دور دومينيك

- بوني هانت: في دور دكتور لوبنسكي

- إميلي سكيجز: في دور لورا

- أوليفر كوبر: في دور دينيس

- كارول مانسيل: في دور العمة دليلة

- جوردون ويناريك: في دور أليكس

- ميشيل سمايلي: في دور مدرس لغة الإشارة

- كريستين دوشر: في دور ممرضة

- آندي ريتش: في دور المرتجل المسيء

- كاري لويز بوتريللو: في دور السيدة ريتشاردسون

- جاك فورتين: في دور مصارع ضخم

- تايلر ماكدونالد: في دور رجل المزاد

- ريكي باك: في دور صاحب محل جيتار

- مارك بورترفيلد: في دور مزارع[2]

## ملخص أحداث الفيلم
ماركوس (كيان جونسون)، طالب ثانوي مهووس بالأصوات يكتشف أنه يجب أن يخضع لعملية جراحية في المخ التي سوف تجعله أصم. يقرر السيطرة على مصيره من خلال تسجيل «قائمة التشغيل القصوى للضوضاء»، وهي قائمة لجميع أصواته المفضلة. يلتقي ويندي (مادلين بروير)، وهي موسيقية ساحرة للغاية، وهي تحاول الهروب إلى نيويورك للحصول على فرصة لتغيير حياتها. قاموا معًا بإلغاء قائمته للأصوات وهم يشقون طريقهم عبر البلاد، حتى تجبر الوحي المؤلم المسيطر على ماركوس لتجعله يواجه الواقع ومستقبله بدون أصوات.

## استقبال الفيلم
كتب أوين جليبرمان من مجلة فارايتي: «يمكنك أن تجادل في أن ظلمة هذه القصص هي طريقة لاحترام الجماهير الصغيرة، وهي طريقة لإجبارهم على مواجهة مدى صعوبة الحياة. ثم مرة أخرى، فإن الجانب الأكثر تميزًا لأفلام مشاكل الشباب هو أنها تقدم سيناريوهات لظروف مأساوية ثم تحلبها من أجل الحلاوة والضوء. لست متأكدًا مما إذا كان ذلك يعتبر مواجهة أم مراوغة».
كتب جون ديفور في صحيفة هوليوود ريبورتر: «الفيلم هو من نوع الأفلام التي تذكر الناس باحتمالية الانتحار كثيرًا ولكن لا أحد يفكر في ذلك حقًا. إذا كان يستخدم الرومانسية والصخب كطريقة للإيحاء للمراهقين بأن ما لا يمكن تصوره قد لا يقتلهم حقًا، فهذا هدف يستحق، ولكن إضافة ملاعق أقل من السكر إلى هذا النوع من الأدوية قد يكون مفيدًا للجميع».

## وصلات خارجية
- قائمة التشغيل القصوى للضوضاء (فيلم 2021)

- قائمة التشغيل القصوى للضوضاء (فيلم 2021)

- قائمة التشغيل القصوى للضوضاء (فيلم 2021)

- قائمة التشغيل القصوى للضوضاء (فيلم 2021)